# Крюгер (національний парк)
Націона́льний парк Крюгер (англ. Kruger National Park) — найбільший національний парк і тваринний резерв в ПАР. Є складовою частиною Прикордонного парку Великий Лімпопо. Національний парк Крюгера — один з найбільших заповідників світу, площа якого дорівнює площі сучасного Ізраїлю. Спочатку працівники південноафриканських організацій з охорони природи мали на меті створити заповідник, на території якого було б заборонено полювання на тварин деяких видів.

## Географія
Парк Крюгера займає площу близько 2 мільйонів гектарів. На півночі і півдні він обмежений річками, на заході — горами Лебомбо. На півночі парк межує із Зімбабве. Природні кордони парку на півночі і півдні утворюють річки Лімпопо і Крокодилова, а від Мозамбіку його відділяють гори Лебомбо. Довжина парку близько 350 км, середня ширина — 65 км. Парк розташований у савані Лоувельд, яку перетинає багато річок. У річках парку живе понад 2 000 бегемотів, які потребують великої кількості вологи. Восени річки розливаються і зволожують землю навкруги, насичуючи ґрунт необхідними для росту рослин речовинами.
Парк Крюгер був названий на честь Пауля Крюгера — президента бурської республіки Трансвааль, який був ініціатором створення перших природних резерватів у Південній Африці.
У парку працює 3 500 осіб, які піклуються про тварин та обслуговують туристів. Забезпечення достатньої кількості води всім мешканцям парку — таким є одне з найважливіших завдань його працівників. З цією метою ведеться будівництво дамб і гребель, буріння водних свердловин. Крім того, випалюються чагарники, а це сприяє більш швидкому оновленню місцевої рослинності. Тваринам у парку роблять щеплення, що підвищує опір організму до хвороб, наприклад до чуми, сказу і запалення легенів.

## Фауна

### Теріофауна
У національному парку Крюгера під охороною перебувають усі види, що його населяють. Відстріл тварин у парку проводиться для контролю чисельності. Без проведення таких заходів деякі види, що не мають природних ворогів, можуть досягти такої кількості, що завдадуть серйозної шкоди навколишньому середовищу, створять загрозу для свого життя й інших видів. Тому час від часу здійснюється відстріл слонів, буйволів, бегемотів та імпала. Контроль чисельності слонів і буйволів здійснюється з 1966 року. Тепер люди стріляють у буйволів з вертольотів спеціальними стрілами з паралітичною речовиною. Слонів, перш ніж застрелити, усипляють.
Парк Крюгера прославився завдяки слонам. У зв'язку з безконтрольним відстрілом слонів, що відбувався у XIX столітті, у 1912 році на території Лоувельд живими лишилося всього 25-30 цих тварин. У 1898 році було відкрито резерват Сабі, на основі якого пізніше створили парк Крюгера. Слонів на цій території було взято під охорону, і, оскільки їм уже не загрожувала небезпека з боку мисливців, вони почали активно розмножуватися. Завдяки «імпортним» екземплярам з Мозамбіку чисельність місцевої популяції на 1958 рік збільшилася до 1 000 особин. Сьогоднішня популяція слонів у парку нараховує 7 700 особин і є стабільною. Чисельність слонів постійно регулюється за допомогою відстрілів.
Спеціалісти намагаються повернути деякі види тварин на їхні первісні місця проживання. На сьогоднішній день в національному парку Крюгера знову живуть чорні носороги, яких не було тут з тридцятих років минулого століття. Після проведеної в 1971 році реакліматизації чорних носорогів їхня чисельність у парку сягає близько 120 особин. Білий носоріг вимер тут ще у XIX столітті, а в 1961 році його було повернено на споконвічні місця проживання. У наші дні чисельність білого носорога становить понад 700 особин — це найбільша в Африці популяція виду.

### Орнітофауна
На території парку Крюгера орнітологи зареєстрували понад 500 видів птахів. На відкритій місцевості на північ від річки Саби мешкають сильні довгоногі страуси і ткачики — маленькі різнокольорові пташки, що населяють болота і зарості очерету. У шлюбний сезон самці цього виду носять яскраві червоні наряди й мають гарем, в який входить до семи самок. Африканський марабу — це величний птах, що, одначе, не заважає йому харчуватися відходами й мертвечиною. Іноді марабу полює на змій і молодих крокодилів. Африканський лелека харчується молюсками і веде осілий спосіб життя біля річки Лімпопо. Птах-секретар — довгоногий пернатий хижак з характерним чубом на потилиці -є найпоширенішим у цих місцях птахом. Змій птах-секретар вбиває ударами сильних ніг. Та змії — не єдина здобич цих птахів. Вони із задоволенням ласують сарановими та іншими великими комахами, а також гризунами, ящірками та пташенятами наземних птахів. У небі над парком досить часто кружляють такі птахи як грифи та орли. Розмах крил найбільшого птаха — африканського бойового орла — сягає 2,6 метра.

### Плазуни
На території парку Крюгер мешкає 114 видів плазунів. У парку в усіх річках з повільною течією живуть величезні нільські крокодили. У річках Аувувху і Уліфантс були помічені великі екземпляри нільського крокодилу завдовжки понад 4,5 м. Крокодили в парку Крюгера полюють на зебр, буйволів і навіть на дорослих левів. Постійною мешканкою парку, незважаючи на часті пожежі в заростях кущів і велику кількість ворогів, є пантерова черепаха. Навесні самка цієї черепахи відкладає до 30 яєць. В парку Крюгера живе декілька небезпечних для людини видів змій — чорна мамба, чорношия кобра і гримуча змія. Біля води чигає на здобич ієрогліфовий пітон, що сягає 4-метрової довжини.